# Diogo Antunes
Diogo José Pereira de Fortunato Antunes (* 2. November 1992 in Oeiras) ist ein portugiesischer Sprinter, der sich auf den 100-Meter-Lauf spezialisiert hat.

## Sportliche Laufbahn
Erste internationale Erfahrungen sammelte Diogo Antunes im Jahr 2011, als er bei den Junioreneuropameisterschaften in Tallinn im 100-Meter-Lauf mit 10,98 s in der ersten Runde ausschied und mit der estnischen 4-mal-100-Meter-Staffel in 41,20 s den sechsten Platz belegte. Im Jahr darauf startete er mit der Staffel bei den Europameisterschaften in Helsinki und erreichte auch dort nach 39,96 s Rang sechs. 2013 schied er bei den Halleneuropameisterschaften in Göteborg mit 6,81 s in der Vorrunde im 60-Meter-Lauf aus und im Juli schied er bei den U23-Europameisterschaften in Tampere mit 10,62 s im Halbfinale über 100 Meter aus und verpasste mit der Staffel mit 40,74 s den Finaleinzug. Bei den Leichtathletik-Europameisterschaften 2014 in Zürich kam er mit 10,61 s nicht über die erste Runde über 100 Meter hinaus und mit der Staffel erreichte er zwar das Finale, konnte den Lauf dort aber nicht beenden. Bei den IAAF World Relays 2015 in Nassau schied er mit der 4-mal-100-Meter-Staffel mit 39,42 s im Vorlauf aus und im Jahr darauf erreichte er bei den Ibero-Amerikanischen Meisterschaften in Rio de Janeiro das Halbfinale über 100 Meter, in dem er mit 10,50 s ausschied. Anfang Juli scheiterte er dann bei den Europameisterschaften in Amsterdam mit 10,51 s im Vorlauf über 100 Meter. 2017 nahm er an der Sommer-Universiade in Taipeh teil und schied dort mit 10,54 s im Halbfinale aus. Im Jahr darauf wurde er bei den Mittelmeerspielen in Tarragona in 10,41 s Vierter über 100 Meter und gewann mit der Staffel in 39,28 s die Bronzemedaille hinter den Teams aus Italien und der Türkei. Im August klassierte er sich dann bei den Europameisterschaften in Berlin mit 39,07 s auf dem siebten Platz im Staffelbewerb. Bei den World Athletics Relays 2021 im polnischen Chorzów wurde er in der portugiesischen 4-mal-200-Meter-Staffel in 1:24,53 min Dritter hinter den Teams Deutschland und Kenia und mit der 4-mal-100-Meter-Staffel wurde er in der Vorrunde disqualifiziert. 
In den Jahren 2016, 2017 und 2019 wurde Antunes portugiesischer Meister im 100-Meter-Lauf sowie 2018 im 200-Meter-Lauf. Zudem siegte er 2013 in der 4-mal-100-Meter-Staffel. 2013 wurde er Hallenmeister im 60-Meter-Lauf.

## Persönliche Bestzeiten
- 100 Meter: 10,24 s (+1,7 m/s), 20. Juli 2019 in Lissabon
  - 60 Meter (Halle): 6,67 s, 20. Februar 2016 in Pombal
- 200 Meter: 20,70 s (+0,6 m/s), 3. August 2019 in Bern
  - 200 Meter (Halle): 22,00 s, 15. Februar 2015 in Pombal